# توشيهيرو هاتوري
توشيهيرو هاتوري مواليد 23 سبتمبر 1973 في اليابان، هو لاعب كرة قدم ياباني دولي سابق كان يلعب كمدافع. سبق له أن لعب في كأس العالم لكرة القدم مع منتخب بلاده.

## المسيرة الاحترافية

### أندية لعب لها
- جوبيلو إيواتا
- طوكيو فيردي
- إف سي غيفو

## روابط خارجية
- توشيهيرو هاتوري على موقع الاتحاد الدولي (مؤرشف)  (الإنجليزية)
- توشيهيرو هاتوري على موقع رابطة كرة القدم اليابانية للمحترفين (اليابانية)
- توشيهيرو هاتوري على موقع قاعدة بيانات كرة القدم.إي يو (الإنجليزية)
- توشيهيرو هاتوري على موقع ناشيونال فوتبول تيمز (الإنجليزية)
- توشيهيرو هاتوري على موقع Soccerway.com (الإنجليزية)
- توشيهيرو هاتوري على موقع عالم كرة القدم.نت (الإنجليزية)
- توشيهيرو هاتوري على موقع أوليمبيديا (الإنجليزية)